# 287
287 (CCLXXXVII) е обикновена година, започваща в събота според юлианския календар. Тя е 287-ата година от новата ера, двеста осемдесет и седмата от първото хилядолетие и осмата от 280-те.

## Събития
- Септември – Започва първият индиктион.

## Родени
- Амфианос, християнски мъченик († 305 г.)
- Харитина Римска, християнска мъченица († 304 г.)
- Екатерина, египетска християнска светица и мъченица († 305 г.)

## Починали
- 20 януари 287 г./288 г. – Себастиан, християнски мъченик (р. 255/256 г.)
- 287/303 г. – Козма и Дамян, братя християнски мъченици (р. през втората половина на III век)
- 287/290 г. – Маврикий, египетски християнски светец и мъченик (р. ок. 250 г.)